# BEAM (робототехника)
BEAM (англ. biology, electronics, aesthetics, mechanics) — категория роботов, при построении которых используются простые аналоговые цепи (например, компараторы) вместо микропроцессоров с целью достичь необычно простого (в сравнении с традиционными передвижными роботами) дизайна, который жертвует гибкостью ради надёжности и эффективности выполнения определённого задания. Однако, существуют исключения, использующие не только аналоговые цепи (называемые «мутантами»). Роботы ВЕАМ обычно представляют собой набор вышеупомянутых аналоговых цепей (копирующих биологические нейроны), которые позволяют роботу взаимодействовать с рабочим окружением.
Базовые принципы ВЕАМ основываются на способности машины реагировать на внешние стимулы. Механизм симуляции поведения нейронов с помощью цепей был изобретён Марком Тильденом. Похожие разработки ранее велись Эдом Ритманом. Цепь Тильдена часто сравнивается со сдвиговым регистром, но некоторые отличительные черты делают её полезной для использования в передвижных роботах.
Также существуют и в разной степени применяются другие принципы:
- использовать как можно меньшее число электронных элементов (принцип KISS),
- использовать в создании робота электронные отходы,
- использовать энергию излучения (например солнечный свет).

Существует множество роботов ВЕАМ, использующих солнечные батареи для питания двигателя, что позволяет им автономно работать при различном освещении. Помимо крайне упрощённых цепей Тильдена, технология ВЕАМ дала создателям роботов и другие полезные инструменты. Сообщество ВЕАМ документирует и распространяет дизайны «солнечных двигателей», цепей Н-мостов, тактильных сенсоров и техники создания роботов размером с ладонь.
Фокусируясь на основанном на реакции поведения (согласно изначальному концепту Рода Брукса), ВЕАМ-роботостроение копирует характеристики и поведение природных организмов и его конечной целью является «приручение» этих «диких» роботов. В ВЕАМ-роботостроении важным является эстетическая составляющая дизайна устройства, что отвечает девизу «форма следует функции».

## Микроконтроллеры
В отличие от множества других видов роботов, использующих микроконтроллеры, роботы ВЕАМ основаны на принципе использования множества поведенческих моделей, связанных напрямую с сенсорами при минимальном уровне обработки сигналов. Эта философия дизайна перекликается с классической книгой «Устройства: Эксперименты в синтетической психологии». В ходе серии мысленных экспериментов эта книга раскрывает создание сложных моделей поведения роботов с использованием простых побуждающих и воспрещающих сигналов от сенсоров к исполнительным устройствам. Микроконтроллеры и компьютерное программирование обычно не являются частью традиционного («чистого») ВЕАМ-робота из-за специфической философии, ориентированный на низкоуровневый, основанный на оборудовании дизайн.
Существуют известные примеры дизайна роботов, комбинирующих две этих технологии. Эти «гибриды» выполняют требование надёжности систем контроля, сочетая её с гибкостью динамического программирования. Примером такого гибрида могут являться роботы BEAMbots, использующие топологию «лошадь-и-всадник» (напр. ScoutWalker3). Физическое «тело» робота («лошадь») контролируется традиционной ВЕАМ-технологией, а микроконтроллер и программы управляют «телом» с позиции «всадника». Компонент «всадника» не обязателен для обеспечения функциональности робота, но без него робот потеряет важное влияние «мозга», дающего ему указания.

## Классификации
Существуют разные виды («тропы») роботов BEAM, которые созданы для выполнения разных задач:
- аудиотропы реагируют на звуки:
  - аудиофилы следуют за источниками звука,
  - аудиофобы уходят от них;
- фототропы реагируют на свет:
  - фотофилы следуют за источниками света,
  - фотофобы уходят от них;
- радиотропы реагируют на радиосигналы:
  - радиофилы следуют за источниками радиоволн,
  - радиофобы уходят от них;
- термотропы реагируют на тепловое излучение:
  - термофилы следуют за источниками тепла,
  - термофобы уходят от них.

Наиболее часто встречаются фототропы, поскольку поиск света является наиболее очевидной задачей для использующего солнечную энергию робота.
Роботы ВЕАМ имеют множество механизмов движения и позиционирования, в связи с чем могут быть выделены различные категории по динамике, например:
- ситтеры — неподвижные роботы, имеющие пассивное назначение:
  - маяки — передают сигнал (обычно навигационный) другим роботам ВЕАМ,
  - паммеры — отображают световое шоу,
  - орнаменты: прочие роботы;
- сквирмеры — неподвижные роботы, выполняющие какое-либо действие (обычно движение конечностей):
  - магботы — используют магнитные поля для своего режима действия.
  - флагвейверы — двигают дисплей («флаг») с определённой частотой.
  - хэды — поворачиваются в сторону обнаруживаемого объекта или явления (чаще всего — света или тени) и следуют за ним, могут быть отдельными роботами, но часто включаются в состав бо́льших,
  - вибраторы — используют небольшой мотор со смещённым центром тяжести для вибрации;
- слайдеры — роботы, движущиеся по поверхности без потери контакта:
  - змеи — движутся по горизонтальной волне,
  - черви — движутся по продольной волне;
- краулеры — роботы, движущиеся с помощью гусениц или с использованием конечности. Тело роботы не касается земли:
  - турботы — катятся с использованием конечностей,
  - землемеры — перемещают часть тела вперёд, в то время как другая часть остаётся на месте,
  - гусеничные роботы — используют гусеницы (аналогично танкам);
- джамперы — роботы, отталкивающиеся от поверхности для передвижения:
  - виброботы — передвигаются за счёт вибрации,
  - спрингботы — двигаются прыжками в определённом направлении;
- роллеры — роботы, движущиеся перекатами:
  - cиметы — движутся с помощью мотора, вал которого касается земли и движется в разных направлениях в зависимости от движения вала,
  - соларроллеры — используют мотор, движущий одно или несколько колёс, часто оптимизированы для прохождения кратчайшего пути до цели,
  - попперы — используют два мотора и отдельные солнечные двигатели; используют различные сенсоры для достижения цели,
  - миниболлы — перемещают центр массы, за счёт чего движется сферическое тело робота;
- уокеры — роботы, движущиеся с использованием ног:
  - движимые мотором — используют моторы для движения ног (обычно 3 или больше мотора),
  - движимые мускулами — используют нитиноловые (сплав никеля с титаном) провода для движения ног;
- свиммеры — роботы, движущиеся в жидкости (обычно — воде) или на её поверхности:
  - ботботы -движутся по поверхности жидкости,
  - субботы — движутся в толще жидкости;
- флайеры — роботы, движущиеся по воздуху:
  - вертолёты — используют ротор для набора высоты и ускорения,
  - самолёты — используют крылья для подъёма,
  - аэростаты — используют для подъёма баллон с инертным газом;
- клаймеры — роботы, движущиеся вверх или вниз по вертикальной поверхности, обычно по верёвке или проводу.

## Применение
По состоянию на середину 2020-х годов автономные роботы нашли ограниченное коммерческое применение в некоторых областях, наибольшее распространение получили появившиеся на рубеже 2000-х и 2010-х годов роботы-пылесосы, автономные мойщики окон, газонокосильные роботы, вскоре, в связи переходом на микропроцессорную технику, утратившие статус BEAM. Основным практическим применением ВЕАМ считается быстрое прототипирование движительных систем и использование для образовательных целей.
Начинающие ВЕАМ-роботостроители часто имеют проблемы с отсутствием прямого контроля над ВЕАМ-цепями. Ведётся работа по оценке биоморфных техник, копирующих природные системы, потому что такие системы, очевидно, имеют большое преимущество в производительности по сравнению с традиционными техниками. Существует множество примеров того, как небольшие мозги насекомых работают намного эффективнее даже самой продвинутой микроэлектроники.
Другим барьером широкого распространения технологий ВЕАМ является кажущаяся случайной природа нейронных сетей, что требует изучения конструктором новых технологий для успешного распознания и манипулирования характеристиками цепей. Ежегодно в Тельюрайде (штат Колорадо, США) проводится международное собрание учёных для изучения этого вопроса.
ВЕАМ-роботы как правило не обучаются за счёт полученного опыта. Однако, в сообществе ВЕАМ ведётся работа над этим. Одним из наиболее продвинутых в этом направлении ВЕАМ-роботов является Hider Брюса Робинсона, который имеет впечатляющий набор возможностей для дизайна без микропроцессора.